# Schaching (Deggendorf)
Schaching ist eine Gemarkung im Landkreis Deggendorf. Bis 31. März 1935 bestand die Gemeinde Schaching.
Die Gemarkung Schaching liegt vollständig auf dem Gebiet der Stadt Deggendorf. Sie hat eine Fläche von 1170,29 Hektar. Auf der Gemarkung liegen folgende Deggendorfer Gemeindeteile: 
Aletsberg, Bruckhof, Kobelsberg, Kohlberg, Kohlhof, Lehmberg, Neumühle, Niederkandelbach, Oberdippling, Oberer Mühlbogen, Oberkandelbach, Oberperlasberg, Schalterbach, Scheuering, Schleiberg, Schluttenhof, Simmling, Thannberg und Unterdippling.

## Geschichte
Die Gemeinde Schaching bestand im Jahr 1925 aus den 33 Orten Aletsberg, Au, Bauernmühle, Breinreut, Bruckhof, Deggendorf E Stat., Donaulände, Helfkam, Himmelreich, Hirtzau, Hundsbuckl, Kobelsberg, Kohlhof, Kreut, Kriegermühle, Lehmberg, Neumühle, Niederkandelbach, Oberdippling, Oberkandelbach, Oberperlasberg, Schaching, Schalterbach, Schedlhof, Scheuering, Schleiberg, Schluttenhof, Simmling, Thannberg, Unterdippling, Unterperlasberg, Waffenhammer und Wollspinnfabrik. Am 1. April 1935 wurde sie in den Stadtkreis Deggendorf eingemeindet. Im Amtlichen Ortsverzeichnis 1950 werden im Abschnitt "Stadtkreis Deggendorf" die Orte Au, Bauernmühle, Breinreut, Deggendorf-Bhf., Donaulände, Helfkam, Himmelreich, Hirtzau, Hundsbuckl, Kreut, Kriegermühle, Schaching, Schedlhof, Unterperlesberg und Waffenhammer als „mit der Stadt baulich verwachsen“ bezeichnet und nicht als Gemeindeteil von Deggendorf aufgeführt.
Das Dorf Schaching lag westlich der Altstadt von Deggendorf und östlich vom Bahnhof. Es hatte bei der Volkszählung 1925 93 Wohngebäude und 804 Einwohner.